# Johann Peter Melchior
Pour les articles homonymes, voir Melchior.

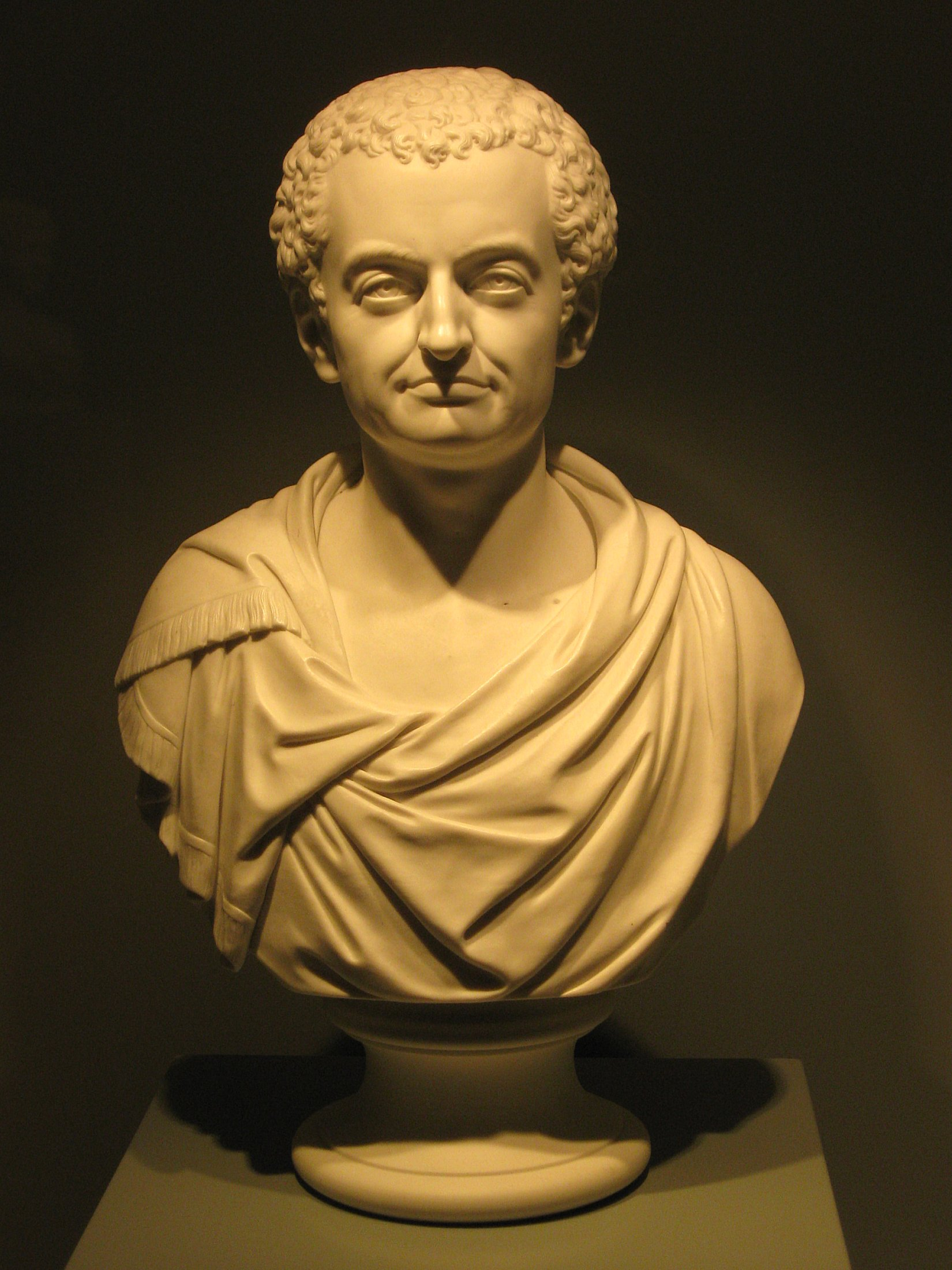
Buste de Maximilian von Montgelas par Johann Peter Melchior (1814).

Johann Peter Melchior, né le 8 mars 1747 à Lintorf (Ratingen, en Rhénanie-du-Nord-Westphalie) et mort le 13 juin 1825 à Nymphenburg, est un sculpteur allemand travaillant sur divers matériaux, principalement la porcelaine, dont le biscuit.

## Biographie
Après avoir suivi sa formation chez un sculpteur d'Aix-la-Chapelle, Johann Peter Melchior séjourne à Cologne et à Coblence, puis à Mayence, où il fait ses débuts. Nommé Modellmeister à la manufacture de Höchst en 1767, il devient en 1770 sculpteur de la cour de Mayence, où il rencontre Goethe et réalise son portrait en 1775. Il travaille ensuite aux manufactures de Frankenthal (1779–1793) et de Nymphenburg (1797–1822).
Ses premières œuvres sont gracieuses, sentimentales, marquées par une inspiration bucolique et un style rococo, puis il évolue vers le néoclassicisme, en particulier dans ses portraits, parmi lesquels celui de Napoléon Bonaparte.

## Galerie

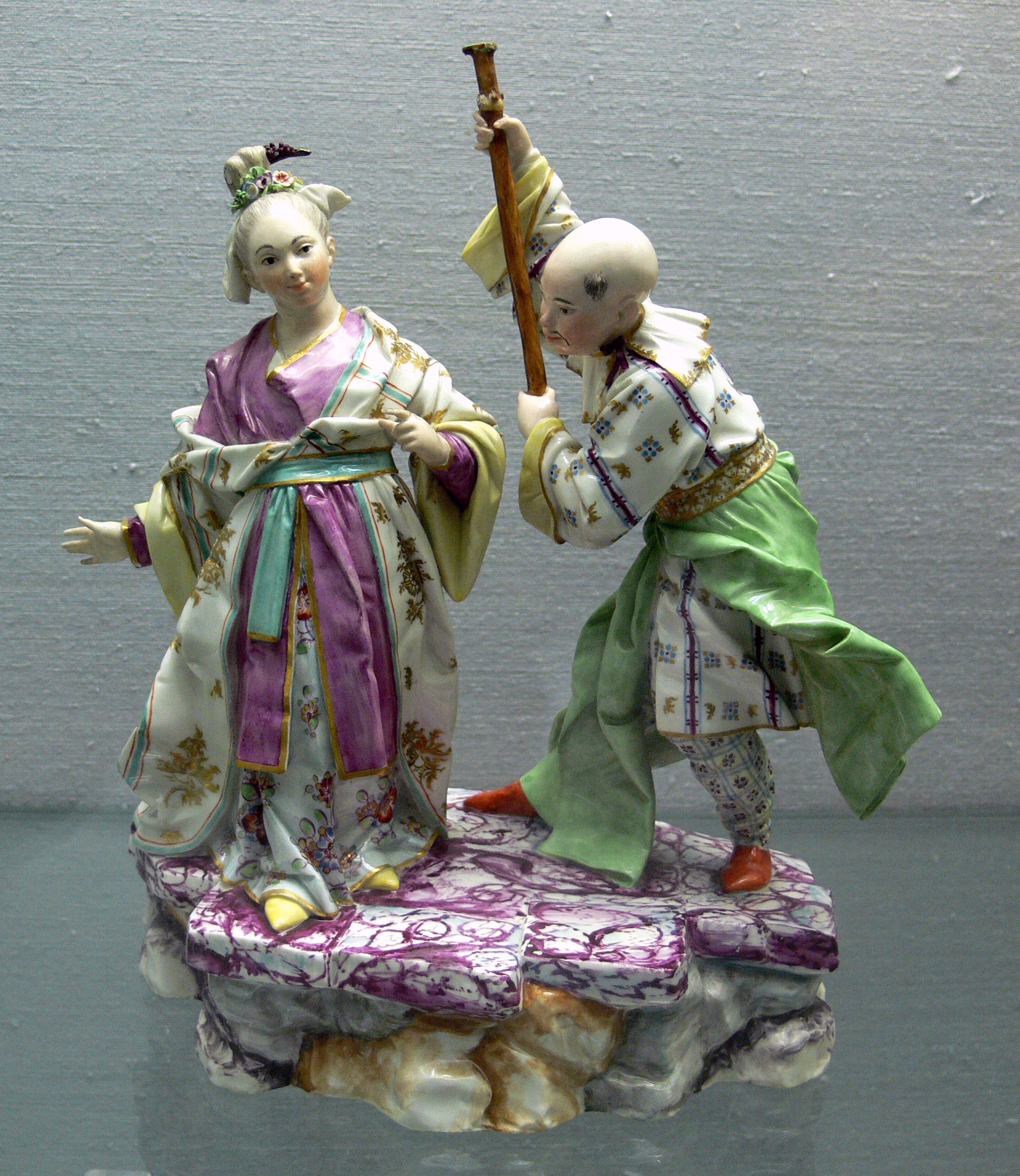
Scène chinoise (v. 1770)
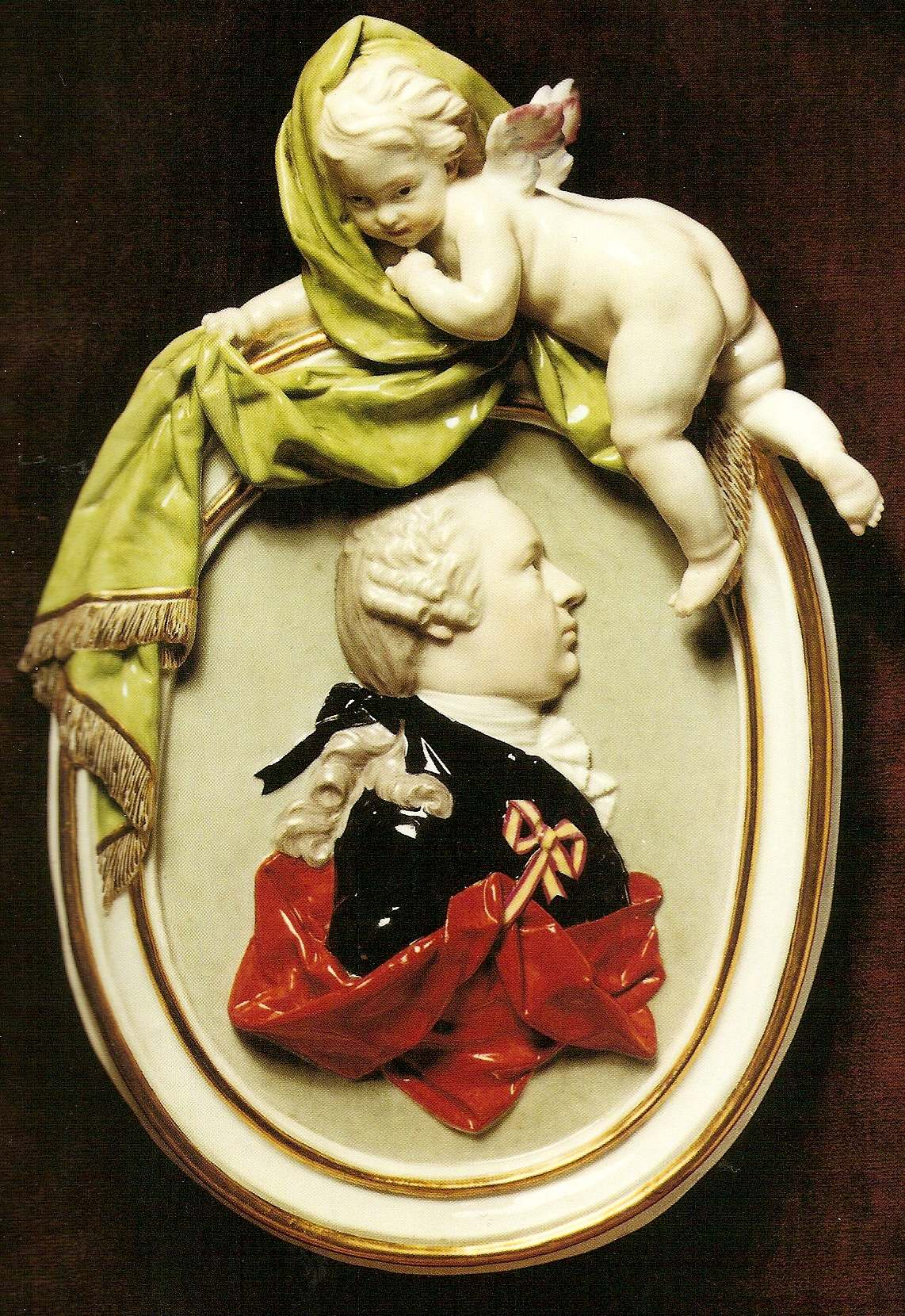
Portrait de Charles-Anselme de Tour et Taxis (de)
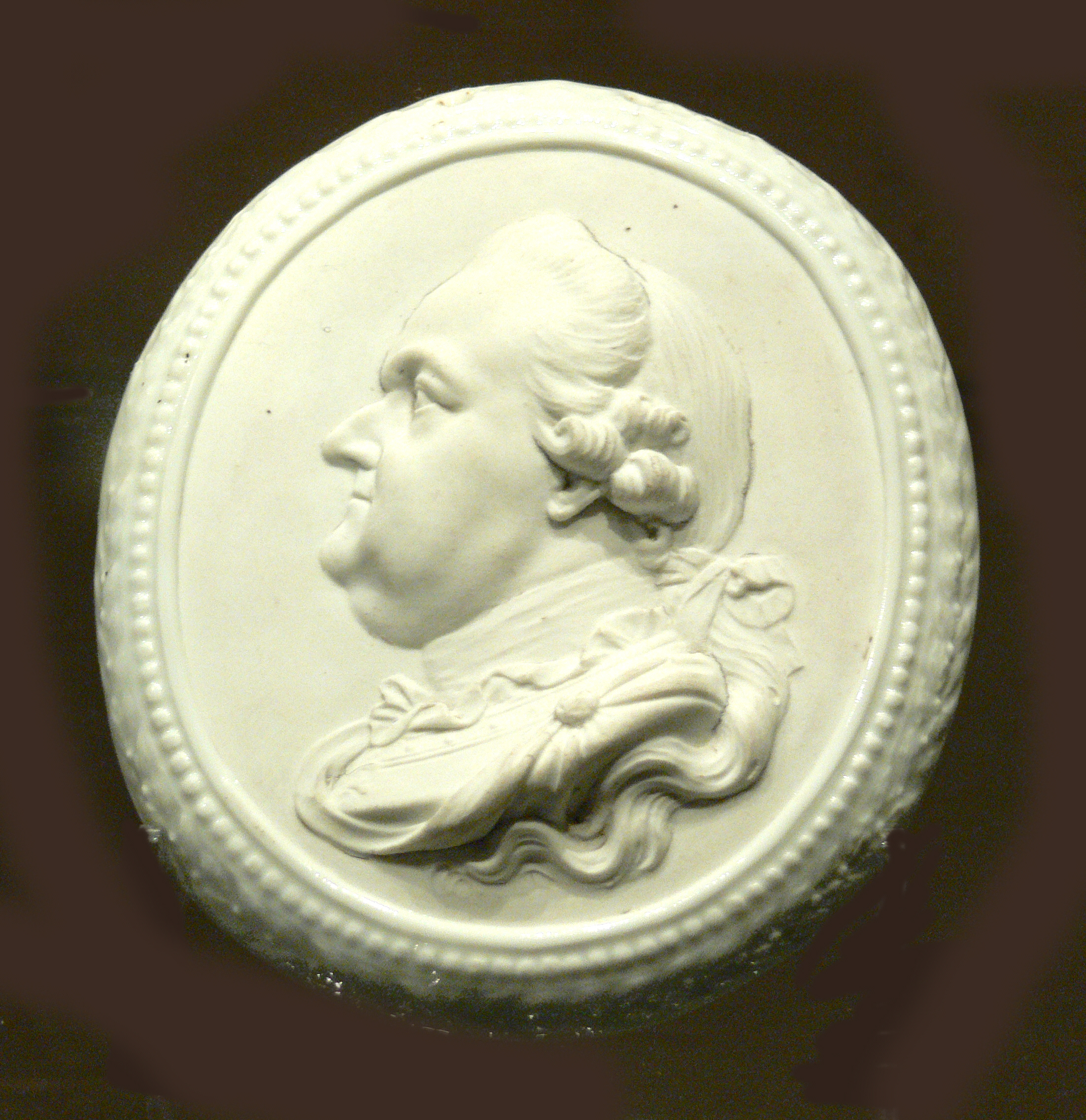
Portrait de Charles-Théodore de Bavière (électeur)
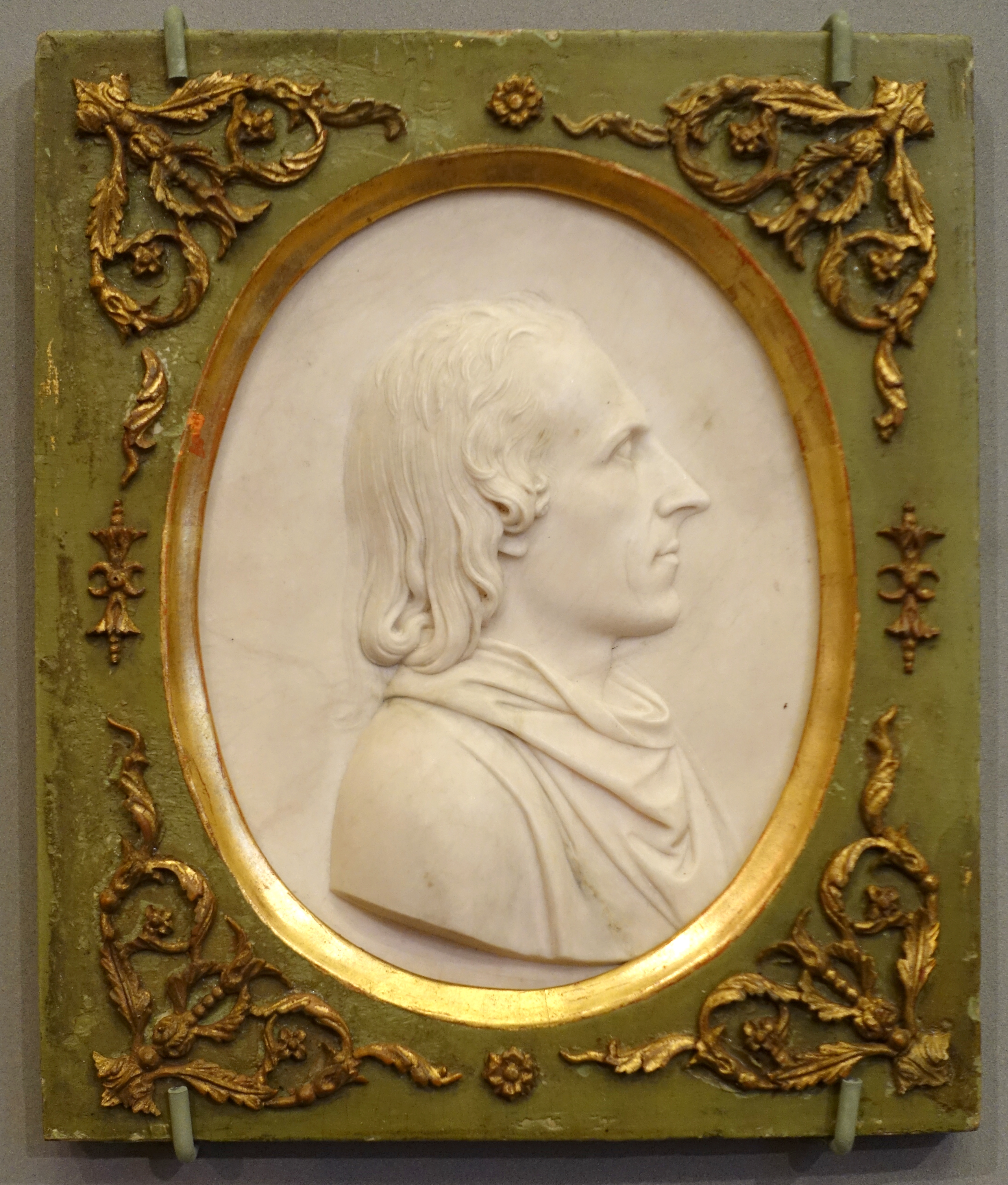
Portrait du peintre Georg von Dillis, bas-relief en albâtre
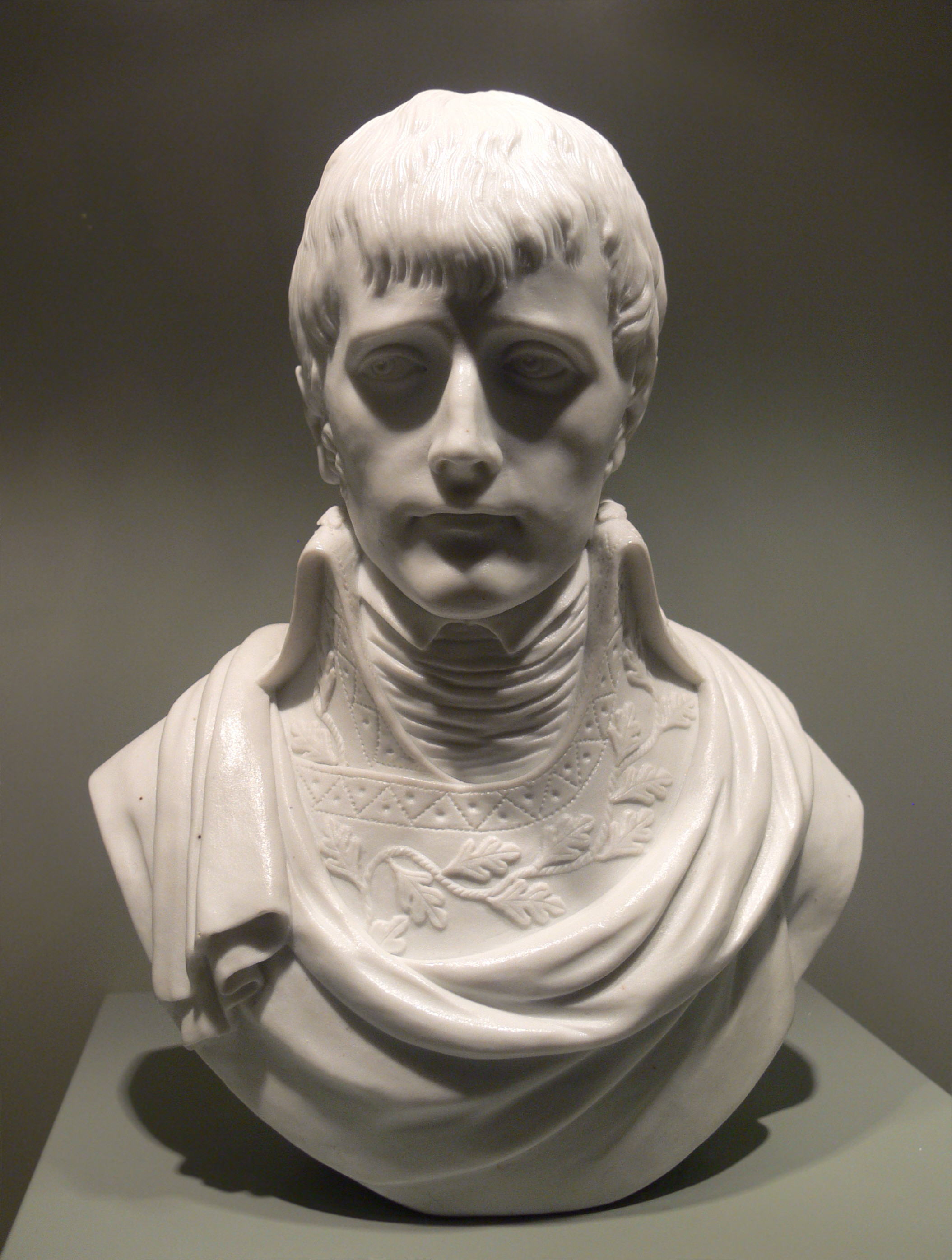
Portrait du général Napoléon Bonaparte (1801)